# Bymainiella terraereginae
Bymainiella terraereginae là một loài nhện trong họ Hexathelidae. Loài này phân bố ở Queensland và New South Wales.